# Hladno pivo
Hladno pivo (рус. «Холодное пиво») — югославская и хорватская панк-рок-группа из Загреба. Основана в 1988 году. Трехкратный лауреат премии Porin в номинации лучший рок-альбом — в 1994, 2004 и 2008 годах.

## История
Группа появилась в Загребе и первоначально состояла из четырёх человек: Zok, Tedi, Suba и Mile. Группа начала играть под влиянием таких групп, как Ramones, Sex Pistols, Dead Kennedys, Motorhead, AC/DC, Judas Priest, Metallica, Zabranjeno pušenje, сербской Електрични оргазам, The Rolling Stones, The Beatles, Otis Redding. В 1987 году к коллективу присоединился Stipe.
21 мая 1988 группа отыграла свой первый концерт в Кумровеце. В том же году состоялось неудачное выступление на озере Ярун в Загребе.
В 1989 году Stipe покинул группу. Тогда же было записано первое демо. Через неделю Mile и Zok были призваны на военную службу в ЮНА. Вернувшись в 1990 году, они стали снова проводить репетиции и запись новых демоплёнок. Впоследствии эти записи были изданы на кассетах.
После концертов Hladno pivo в загребском Видео-театре и в концертном зале технического университета группа стала известна широкой общественности. Тогда же, дома у Mile, за 200 немецких марок был снят видеоклип на песню «Buba švabe» (ремейк песни Toy Dolls — «Spiders in the Dressing Room»). Этот клип был показан в рамках музыкального телешоу «Хит-депо» в апреле 1992 года, что позволило молодому коллективу прорваться на телеэкран. В том же году A. Dragaš и T. Šunjić предложил группе сделать запись для T.R.I.P. records. В результате вышел музыкальный сборник T.R.I.P. zone, в котором Hladno pivo было представлено двумя песнями. 17 декабря 1992 в Любляне (Словения) группа играла на разогреве у KUD Idijoti. Кроме того, группа появилась на фестивале Tivoli с Нелле Карайличем и его коллективом Zabranjeno Pušenje. В том же году в ноябре группа издает свой первый альбом — Džinovski — на студии Best Music.

## Дискография
| Название              | Время выхода   | Студия           | Лейбл                              |
| --------------------- | -------------- | ---------------- | ---------------------------------- |
| Džinovski             | Март 1993      | Best studio      | Croatia Records                    |
| G.A.D.                | Май 1995       | Oktava — digital | T.R.I.P. records / Croatia Records |
| Desetka               | 1997           | Jabukaton        |                                    |
| Pobjeda               | 1999           | Gajba Records    | Dancing Bear                       |
| Istočno od Gajnica    | 2000           | концертный       | Dancing Bear                       |
| Šamar                 | 2003           |                  | Dancing Bear                       |
| Knjiga žalbe          | Март 2007      |                  | Menart                             |
| Svijet glamura        | Апрель 2011    |                  | Menart                             |
| Dani zatvorenih vrata | 18 апреля 2015 |                  | Lampshade Media                    |